# مذكرات الأميرة (فلم)
مذكرات الأميرة هو فيلم كوميدي أمريكي عرض لأول مرة عام 2001 والذي يتحدث عن فترة البلوغ والمراهقة  من إنتاج شركة والت ديزني وإخراج غاري مارشال. بنيت قصة الفيلم على رواية تحمل نفس الاسم مذكرات أميرة للكاتبة الأمريكية ميج كابوت الصادرة عام 2000 وهي رواية تحكي عن أدب الشباب وفترة البلوغ والمراهقة. تم كتابة الفيلم من قبل جينا ويندكوس والنجمين آن هاثاواي وجولي أندروز، مع طاقم دعم يتكون من هيكتور إليزوندو وهيثر ماتارازو وماندي مور وكارولين غودال وروبرت شوارتزمان. يتابع الفيلم قصة ميا ثيرموبوليس (هاثاواي)، وهي فتاة مراهقة أمريكية خجولة تعلم أنها وريثة عرش مملكة أوروبية. نشاهد في هذا الفيلم كيف أنه قد توجب على ميا، وهي تحت وصاية جدتها المنفصلة عنها (أندروز) والملكة الحاكمة للمملكة، أن تقرر ما إذا كانت ستطالب بالعرش الذي ورثته أو تتخلى عن لقبها بشكل دائم. شكل الفيلم أيضًا أول ظهور سينمائي لهاثاواي.
بعد أن شعرت بالثقة بشأن إمكانات الرواية وتحويلها إلى فيلم تابعت وكيلة كابوت المنتجة ديبرا مارتن تشيس تعديل رواية يوميات الأميرة إلى فيلم طويل، وهي فكرة عرضتها على ديزني عند قراءة الكتاب. بعد الحصول على حقوق الفيلم أعطت ديزني الضوء الأخضر للمشروع الأصلي تحت عنوان أميرة تريبيكا (بالإنجليزية: The Princess of Tribeca)، متراجعة عنه بمجرد تغيير مكانه من نيويورك إلى سان فرانسيسكو حيث تم تصوير غالبية الفيلم بين سبتمبر وديسمبر عام 2000. وافق مارشال، الذي اشتهر بإخراج العديد من الأعمال الكوميدية الرومانسية، على الإخراج لأنه وجد القصة مثالية للترفيه العائلي. على الرغم من مشاركتها القليلة في تطوير الفيلم تمت استشارة كابوت حول التغييرات المختلفة في قصته وشخصياته. فازت هاثاواي بالدور الرئيسي على العديد من الممثلات الشابات الراسخات في أول ظهور لها في الأفلام السينمائية، بينما شكل فيلم يوميات الأميرة الاحتفال بنهاية تقاعد أندروز شبه المتقاعدة من التمثيل وعودتها إلى أفلام ديزني وهي المرة الأولى لها منذ فيلم ماري بوبينز (1964).
صدر الفيلم في 3 أغسطس 2001 وحقق نجاحًا تجاريًا غير متوقع (أكثر من 165 مليون دولار في جميع أنحاء العالم). وعلى الرغم من حصوله على آراء متباينة بسبب حبكة الفيلم وموضوعاته إلا أن أداء هاثاواي قد أشاد به نقاد السينما. تم تصنيف فيلم يوميات الأميرة بين أكثر الأفلام ربحية لعام 2001، وتحدى توقعات الصناعة حيث توقع النقاد أن يكون أداء الفيلم ضعيفًا نظرًا لتصنيفه G وفقا لنظام جمعية الفيلم الأمريكي لتقييم الأفلام ونظرا لمادة موضوعه. يعود الفضل في نجاح الفيلم إلى تأسيس هاثاواي كممثلة قابلة للتمويل وإحياء مسيرة أندروز السينمائية. تم إصدار تكملة للفيلم في عام 2004 بعنوان مذكرات الأميرة 2: خطوبة ملكية وحقق نجاحًا مماثلًا بينما استمرت شائعات عن إصدار ثالث محتمل منذ عام 2015.

## الحبكة
تقيم ميا ثيرموبوليس وهي طالبة الثانوية الخجولة مع والدتها هيلين في مركز إطفاء تم تجديده في سان فرانسيسكو. تعاني ميا التي لا تحظى بشعبية بين أقرانها من الخوف من التحدث أمام الملاء أثناء حملها لمشاعر محطمة تجاه جوش براينت حيث غالبًا ما تضايقها صديقته الشهيرة لانا توماس. إن أصدقاء ميا الوحيدين هم ليلي موسكوفيتز منبوذة اجتماعيًا (التي عرفتها منذ الطفولة) ومايكل شقيق ليلي الأكبر الذي يحمل مشاعر تجاه ميا سراً.
يتوفى والد ميا المنفصل وتزورها والدته كلاريس. إن كلاريس هي ملكة مملكة جينوفيا الأوروبية حيث تفصح لميا أنها أصبحت الآن وريثها الوحيد. تبدو كلاريس مصممة على تهيئة ميا لتصبح أميرة راقية حتى يمكنها ذات يوم حكم المملكة التي تترأسها حاليًا. بسبب ارتباكها من اكتشاف الموضوع ترفض ميا في البداية الأمر حتى تتمكن هيلين من إقناعها بحضور «دروس الأميرة» لجدتها بشرط ألا تكون محتاجة إلى اتخاذ قرارها النهائي حتى حفل عيد استقلال جينوف في غضون ثلاثة أسابيع.
تتلقى ميا تحولًا ساحرًا وسيارة ليموزين يقودها جو وهو رئيس أمن الملكة وصديقها المقرب والذي أصبح شخصية الأب بالنسبة لها. بسبب تحول ميا الساحر يختلف تعامل زملاؤها معها في المدرسة بينما يسبب جدول أعمالها المحموم بشكل متزايد في توتر علاقتها مع ليلي. لإرضاء صديقتها المفضلة ليلى تخبرها ميا بالحقيقة وتأخذ منها عهدا على الحفاظ على سرية الموضوع. ومع ذلك سرعان ما علم الجمهور أن ميا هي أميرة بعد بيع السر للصحافة من قبل باولو وهو مصفف الشعر المسؤول عن إظهار ميا بمظهر الأميرة ونتيجة لذلك يبدأ المصورون الصحفيون في ملاحقتها بلا هوادة. على الرغم من أن ميا تحرج نفسها في أول عشاء رسمي لها إلا أن الملكة تعترف بأنها وجدت حماقاتها محببة وتقترح أن يقضوا وقتًا ممتعًا معًا. أثناء الأحداث توضح كلاريس أنه على الرغم من أن والدي ميا كانا يحبان بعضهما البعض فقد انفصلا وديًا من أجل متابعة شغفهما حيث بقي فيليب في جينوفيا ليصبح ملكًا في النهاية وعادت هيلين إلى أمريكا مع ميا لتقدم لها طفولة «طبيعية».
مع تزايد شعبية ميا يقوم جوش بدعوتها لحضور حفلة معه على الشاطئ. تقبل ميا الدعوة متجاهلة ليلي وتتخلى عن خططها مع مايكل. تبين والدة ميا بحكمة إلى أن جوش لم يحبها أبدًا قبل كل أعمال الأميرة هذه لكن ميا تتجاهل هذه الملاحظة. تسير حفلة الشاطئ بشكل جيد في البداية لكنها تخرج عن نطاق السيطرة عندما تصل وسائل الإعلام إلى مكان حفلة الشاطئ (بإخبار من قبل لانا صديقة جوش). يستخدم جوش ميا للحصول على شهرته لمدة خمسة عشر دقيقة من خلال تقبيلها علنًا، وبعد ذلك تخدع لانا وصديقتاها المعروفتان ميا لتتعرى في خيمة. ثم يقمن بإزالة الخيمة لتظهر ميا شبه عارية حيث يقمن بإهانتها من خلال استدعاء المصورين الذين يلتقطون صورًا لميا وهي مغطاة بمنشفة فقط. يتدخل هنا مدرب صالة الألعاب الرياضية ويقوم بمساعدة ميا من خلال إبعاد المصورين وأخذ ميا إلى المنزل. في وقت لاحق من تلك الليلة تبكي ميا بين ذراعي والدتها. تتم طباعة صور ميا وهي شبه عارية في الجريدة في اليوم التالي. بعد فضح الصور غير المناسبة للأميرة تحذر الجدة كلاريس حفيدتها ميا من سلوكها وبعد ذلك تعد ميا المهانة بالتخلي عن لقبها. يذكر جو كلاريس أن ميا هي فقط مجرد فتاة مراهقة موضحا للملكة أنها كجدة كانت قاسية للغاية تجاه حفيدتها الوحيدة.
لإنقاذ صداقاتها مع ليلي ومايكل تعتذر ميا منهما وتدعوهما لحضور حفل عيد الاستقلال في جينوفيان حيث يجب عليها الكشف عن قرارها بقبول واجبات الأميرة. في نفس الوقت تقريبًا تقوم ميا برد الإهانة للاناعلنًا من خلال تلطيخ فستان التشجيع الخاص بها بالآيس كريم في المدرسة أمام الطلاب ووصفها بأنها حمقاء مما أثار حزنها وإضحاك الطلاب الآخرين (بما في ذلك ليلي التي أعجبت كثيرًا بما فعلته ميا). لا يقوم المعلمون أثناء ذلك بالتدخل بسبب علمهم أن لانا تستحق ذلك. بعد أن اعتذرت الملكة كلاريس لحفيدتها ميا عن توبيخها صرحت أنه يتوجب على ميا أن تتخلى علانية عن العرش في الحفل. بسبب خوفها من القادم تخطط ميا للهرب حتى تكتشف رسالة مؤثرة من والدها الراحل وتراجع عن فكرتها في الهروب. تتعطل سيارة ميا أثناء قيادتها عائدة إلى الحفل مما يؤدي إلى تقطع السبل بها خاصة مع هطول الأمطار الغزيرة حتى يتم في النهاية إنقاذها من قبل جو.
عندما يصلان أخيرًا تكون ميا لا تزال مبتلة وغير مرتبة بسبب المطر لكنها تلقي خطابًا مقنعًا وتقبل دورها كأميرة جينوفيا. بعد ارتدائها ثوبًا ترافق ميا كلاريس إلى قاعة الرقص حيث يدعوها مايكل، الذي قبل اعتذار ميا، للرقص قبل الاعتراف بمشاعرهما تجاه بعضهما البعض وتبادل قبلتهما الأولى. في المشهد الأخير تظهر ميا وهي تسافر إلى جينوفيا في طائرة خاصة مع قطتها الأليفة فات لوي وتكتب في مذكراتها أنها تخطط للانتقال إلى جينوفيا مع والدتها.

## الممثلون
ترتيب الاعتمادات مقتبس من مجلة فاريتي Variety وتورنر كلاسيك موفيز Turner Classic Movies :
- جولي أندروز في دور كلاريس رينالدي، جدة ميا وملكة جينوفيا الحاكمة.
- آن هاثاواي دور ميا ثيرموبوليس، وريثة العرش وأميرة جينوفيا
- هيكتور إليزوندو بدور جو، رئيس الأمن لدى الملكة كلاريس وسائق سيارة ميا الليموزين.
- هيذر ماتاراتزو بدور ليلي موسكوفيتز، صديقة ميا الغريبة الأطوار والواعية اجتماعيًا في طفولتها.
- روبرت شفارتزمان بدور مايكل موسكوفيتز، الأخ الأكبر لليلي الذي يحمل مشاعر رومانسية تجاه ميا.
- ماندي مور بدور لانا تومس، مشجعة شهيرة تتنمر على ميا والطلاب الآخرين.
- كارولين جودال بدور هيلين ثيرموبوليس، والدة ميا وهي فنانة.
- أيريك فون ديتن يلعب دور جوش برايتنت، طالب مشهور مغرور يثير إعجاب ميا.
- باتريك فلوغر يلعب دور جيريميا هارت، صديق صديق ميا وليلي وهو شاب ساحر وطموح.
- جين أوبريان[الإنجليزية] يلعب دور باتريك أوكونيل، مدرس اللغة الإنجليزية لميا الذي بدأ بمواعدة هيلين.
- ساندرا أوه بدور جيرالدين جوبتا، نائبة مدير مدرسة ميا.
- كاثلين مارشال في دور شارلوت كوتاواي، سكرتيرة كلاريس.
- ميندي بوربانو في دور أنيتا هاربولا، معلمة ميا الرياضية.
- رينيه أوبرجونونس يقوم بأداء صوت فيليب رينالدي، والد ميا الراحل وأمير جينوفيا السابق.

* جيرالد هاثاوي، والد هاثاواي، يلعب دور فيليب في الصور وذكريات الماضي.
- لاري ميلر دور باولو بوتانيسكا، مصفف شعر وخبير تجميل ميا.
- باتريك ريتشوود في دور السيد روبوتوسن، جار ميا وكاتب.
- رئيس البلدية ويلي براون هو نفسه.
- فات لوي هي نفسها قطة ميا.

## الإنتاج

### التطوير
إن فيلم يوميات الأميرة مأخوذ عن رواية للكبار الصغار تحمل نفس الاسم للمؤلفة ميج كابوت. اعتقدت وكيل كابوت أن كتاب يوميات الأميرة الأول لديه إمكانات قوية لتحويله إلى فيلم وقام بتشجيع المنتجة السينمائية ديبرا مارتن تشيس، التي شاركت مؤخرًا في إنتاج الفيلم التلفزيوني رودجرز وهامرشتاين سندريلا (1997)، من أجل تعديل الكتاب ليصبح قابلا لتحويله إلى فيلم مماثل للمواضيع المشابهة «من الفقر إلى الثراء» و «من نوع سندريلا». استمتع تشيس بشدة بالكتاب وأقنع شركة ديزني بتحوير الرواية من أجل إنتاج فيلم طويل. اختار رئيس شركة ديزني بيتر شنايدر المشروع في «محاولة لإعادة تأسيس علامة ديزني التجارية للأفلام العائلية الحية». شعرت كابوت بسعادة غامرة عندما علمت أن ديزني كانت مهتمة بكتابها ومهتمة بحقوق الفيلم التي دفع الاستوديو من أجلها 4000 دولار  على الرغم من أن بعض وسائل الإعلام ذكرت أن كابوت قد عرض عليها «ستة شخصيات متوسطة إلى منخفضة». تذكر كابوت أن قرار ديزني بتعديل رواية يوميات الأميرة أدى إلى ترقيتها في وظيفتها الخاصة حيث أنها كافحت قبل ذلك لإقناع الناشرين بنشر روايتها لكنهم وجدوا أن بعض محتواها غير مناسب للقراء الشباب. رفض العديد من الناشرين مخطوطة كابوت قبل أن تظهر هاربر كولينز اهتمامها في عام 1999 تليها ديزني بعد ذلك بوقت قصير.
بحلول أغسطس 1999 أعطت ديزني الفيلم الضوء الأخضر حيث وافقت على إنتاجه مع شركة براون هاوس برودكشنز التابعة للمغنية ويتني هيوستن، وتم إرسال نص كابوت إلى كتاب السيناريو المحتملين. كان فيلم يوميات الأميرة هو أول مشروع إنتاج مشترك للأفلام الطويلة لدى هيوستن، وفيلم الاستوديو الثاني لها بعد فيلم رودجرز وهامرشتاين سندريلا (بالإنجليزية: Rodgers & Hammerstein's Cinderella). طور تشيس السيناريو مع كاتبة السيناريو جينا ويندكوس. على الرغم من أن كابوت لم تكتب السيناريو بنفسها إلا أنها عملت عن كثب مع تشيس لمناقشة التغييرات التي اعتبرت ضرورية لترجمة القصة من صفحات الكتاب إلى شاشة السينما، مؤكدة على أن «جوهر القصة أو الرسالة هي البقاء صادقًا مع نفسك... لا يزال أمرا محافظا عليه رغم الصعوبات». تم تجنيد جاري مارشال كمخرج أما الإنتاج فكان من قبل هيوستن وتشيس إلى جانب ماريو إسكوفيتش. تمت دعوة مارشال لإخراج المشروع بينما كان هو نفسه يطرح الأفكار على نينا جاكوبسون المديرة التنفيذية في ديزني. من خلال التواصل مع مادة القصة وجد مارشال القصة ممتعة للعائلات بأكملها وكان منجذبا بشكل خاص إلى فكرة «فتاة صغيرة تتحول إلى امرأة وتدرك أنه يمكن أن يكون لها تأثير إيجابي على العالم». قال مارشال: «أردت أن أنجز قصة خرافة لحشد جمهور قصة الخرافة المؤلف من الفتيات والفتيان» على أمل أن يصل الفيلم أيضا إلى جمهور البالغين الكبار أيضا. علاوة على ذلك اعترف المخرج بأنه مولع «بأفلام تحقيق أمنية المرأة وتمكينها». تأمل هيوستن وتشيس أن يكون فيلم يوميات الأميرة هو الأول لشركة براون هاوس برودكشنز في سلسلة من أفلام تحقيق الأمنيات التي تقودها النساء  حيث كانت تخطط في الأصل لإعادة إنتاج الفيلم الموسيقي الشرارة (بالإنجليزية: Sparkle) المعروض لأول مرة في عام 1976 كمتابعة لفيلم يوميات الأميرة. ومع ذلك كاد مارشال أن يرفض العمل على الفيلم بسبب خطأ مطبعي في المعالجة الأصلية للنص عند قراءة العنوان يوميات الأميرة  حيث يقول مارشال مازحا: «اعتقدت خطأً أنه فيلم عن الأبقار الأميرات !»

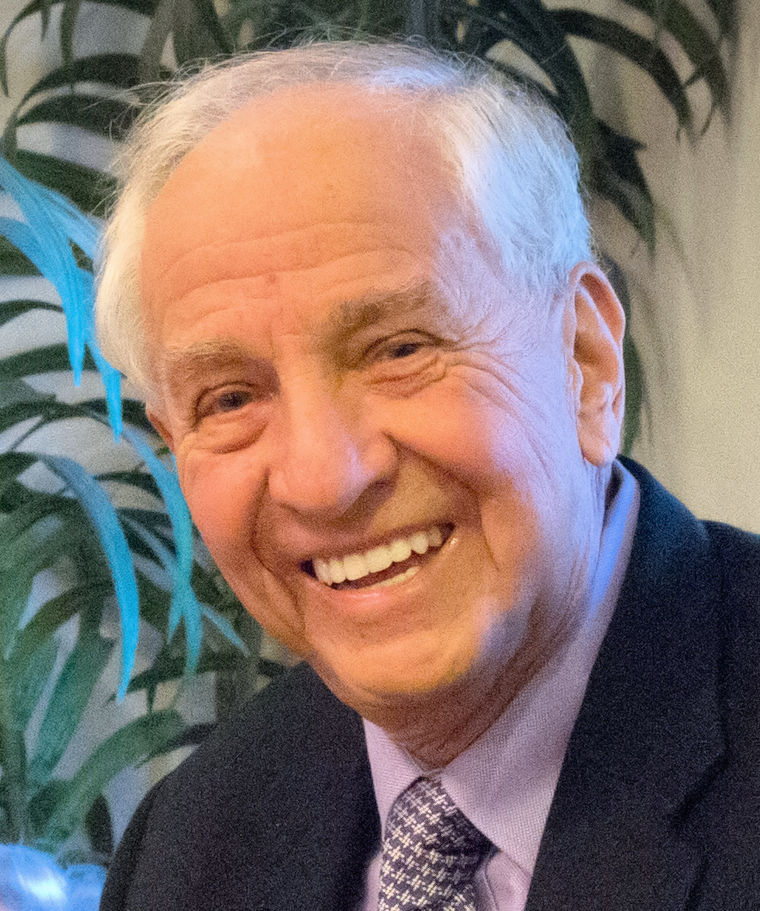
عمل غاري مارشال كمخرج الفيلم. قام بتغيير مكان الفيلم من نيويورك إلى سان فرانسيسكو تكريما لأحفاده.

تم اختيار فيلم يوميات الأميرة لتحدي الاعتقاد بأن الأطفال يفقدون الاهتمام بأفلام الحركة الحية التي تستهدف الفتيات وتم التعاقد مع مارشال خصيصًا لإنتاج فيلم من فئة G «منفعل ومجنون وربما شيء سيحبه الكبار». يختلف الفيلم اختلافًا كبيرًا عن الرواية. كان من المفترض في البداية أن يتم عرض الفيلم في نيويورك مثل كتاب كابوت، حيث كان الفيلم في الأصل يحمل اسم أميرة تريبيكا (بالإنجليزية: Princess of Tribeca). تم إرجاع العنوان بمجرد تغيير الإعداد إلى سان فرانسيسكو في كاليفورنيا  وهو قرار اتخذه مارشال لأن سان فرانسيسكو هي موطنه وموطن حفيداته اللواتي تم تخصيص الفيلم لهن. على الرغم من أن ميا وليلي لا تزالان واعيتين بيئيًا وسياسيًا إلا أن صانعي الأفلام خففوا من بعض الجوانب السياسية لشخصياتهن لمنع الفيلم من أن يشبه «خطبة سياسية». بعض جوانب السيناريو مستوحاة من طفولة كابوت خاصة عندما بدأت والدتها في مواعدة أحد معلميها بعد وقت قصير من وفاة والدها. على الرغم من استشارتها بشأن هذه التغييرات فضلت كابوت أن تنأى بنفسها عن العملية الإبداعية للحفاظ على صحتها العقلية خوفًا من المساومة على رؤيتها للروايات المستقبلية  مصرة على وجود الكتاب والفيلم في كونين منفصلين. تؤكد كابوت أن لديها القليل من المدخلات الإبداعية في الفيلم،  موضحة: «لا أعتقد أن غاري مارشال يحتاج إلى» مساعدة «لصنع فيلم ... من روائي ليس لديه أي خبرة في صناعة الأفلام.»  على الرغم من اعتراف كابوت بأن ديزني تشاورت معها قبل إجراء تغييرات إلا أنها وصفت محادثاتهم بأنها مفيدة أكثر من كونها تعاونية. اعترفت كابوت بالتحدي المتمثل في تكييف رواية مؤلفة من 300 صفحة كانت قد كتبتها في شكل مذكرات في سيناريو مكون من 90 صفحة لكنها كانت راضية في النهاية عن النتائج النهائية وراضية أيضا اتجاه مارشال.